# Okręg wyborczy Westbury
Okręg wyborczy Westbury powstał w 1449 r. i wysyłał do angielskiej, a następnie brytyjskiej, Izby Gmin dwóch deputowanych. W 1832 r. liczbę mandatów przypadających na okręg zmniejszono do jednego. Okręg obejmuje miasta Westbury, Warminster, Trowbridge i Bradford on Avon w hrabstwie Wiltshire.

## Deputowani do brytyjskiej Izby Gmin z okręgu Westbury

### Deputowani w latach 1449–1660
- 1491: Thomas Long of Draycot
- 1588–1593: Henry Fanshawe
- 1625: Gifford Long
- 1640: Thomas Penyston
- 1640–1653: John Ashe of Freshford
- 1640–1648: William Wheler
- 1659: Robert Villiers
- 1659: William Eyre

### Deputowani w latach 1660–1832
- 1660–1680: Richard Lewis
- 1660–1661: William Brouncker
- 1661–1678: Thomas Wancklyn
- 1678–1679: Henry Bertie of Weston-on-the-Green
- 1679–1679: William Trenchard
- 1679–1680: Henry Bertie of Weston-on-the-Green
- 1680–1681: Edward Norton
- 1680–1685: William Trenchard
- 1681–1685: John Ashe
- 1685–1701: Richard Lewis
- 1685–1689: James Herbert
- 1689–1695: Peregrine Bertie Starszy
- 1695–1702: Robert Bertie of Benham
- 1701–1702: Henry Bertie of Weston-on-the-Green
- 1702–1702: William Trenchard
- 1702–1702: Thomas Phipps
- 1702–1715: Henry Bertie of Weston-on-the-Green
- 1702–1708: Robert Bertie of Benham
- 1708–1715: Francis Annesley
- 1715–1715: Willoughby Bertie
- 1715–1722: George Evans, 1. baron Carbery
- 1715–1722: Charles Allanson
- 1722–1724: James Bertie
- 1722–1734: Francis Annesley
- 1724–1727: George Evans, 1. baron Carbery
- 1727–1734: John Hoskins Gifford
- 1734–1747: George Evans
- 1734–1741: John Bance
- 1741–1747: Joseph Townsend
- 1747–1748: John Bance
- 1747–1748: Paul Methuen
- 1748–1768: Chauncy Townsend
- 1748–1753: Matthew Michell
- 1753–1774: Peregrine Bertie of Low Layton
- 1768–1770: William Blackstone
- 1770–1774: Charles Dillon
- 1774–1780: Thomas Wenman
- 1774–1779: Nathaniel Bayly
- 1779–1795: Samuel Estwick
- 1780–1784: John Whalley-Gardiner
- 1784–1786: Chaloner Arcedeckne
- 1786–1790: John Madocks
- 1790–1795: Ewan Law
- 1795–1796: Samuel Estwick
- 1795–1796: Edward Wilbraham-Bootle
- 1796–1802: Henry Paulet St John-Mildmay
- 1796–1796: George Ellis
- 1796–1800: George William Richard Harcourt
- 1800–1802: John Simon Harcourt
- 1802–1806: William Baldwin
- 1802–1806: Charles Smith
- 1806–1807: William Jacob
- 1806–1807: John Woolmore
- 1807–1807: Edward Lascelles
- 1807–1809: Glynn Wynn
- 1807–1812: Henry Lascelles
- 1809–1810: Francis Whittle
- 1810–1812: John de Ponthieu
- 1812–1814: Benjamin Hall
- 1812–1818: Benjamin Shaw
- 1814–1819: Ralph Franco, torysi
- 1818–1820: lord Francis Conyngham
- 1819–1820: William Leader Maberly
- 1820–1820: Jonathan Elford
- 1820–1820: Nathaniel Barton
- 1820–1829: Manasseh Masseh Lopes, torysi
- 1820–1826: Philip John Miles, torysi
- 1826–1830: George Warrender, torysi
- 1829–1830: Robert Peel, torysi
- 1830–1831: Alexander Cray Grant, torysi
- 1830–1831: Michael George Prendergast, torysi
- 1831–1832: Ralph Lopes, wigowie
- 1831–1831: Henry Hanmer, wigowie
- 1831–1832: Henry Frederick Stephenson

### Deputowani po 1832
- 1832–1837: Ralph Lopes, wigowie
- 1837–1841: John Ivatt Briscoe, wigowie
- 1841–1847: Ralph Lopes, Partia Konserwatywna
- 1847–1857: James Wilson, wigowie
- 1857–1868: Massey Lopes, Partia Konserwatywna
- 1868–1869: John Lewis Phipps, Partia Konserwatywna
- 1869–1874: Charles Paul Phipps, Partia Konserwatywna
- 1874–1880: Abraham Laverton, Partia Liberalna
- 1880–1885: Charles Nicholas Paul Phipps, Partia Konserwatywna
- 1885–1895: George Fuller, Partia Liberalna
- 1895–1900: Richard Chaloner, Partia Konserwatywna
- 1900–1911: John Michael Fleetwood Fuller, Partia Liberalna
- 1911–1918: Geoffrey William Algernon Howard, Partia Liberalna
- 1918–1922: George Llewellen Palmer, Partia Konserwatywna
- 1922–1924: Charles Darbishire, Partia Liberalna
- 1924–1927: Walter William Shaw, Partia Konserwatywna
- 1927–1931: Richard Long, Partia Konserwatywna
- 1931–1964: Robert Grimston, Partia Konserwatywna
- 1964–1992: Dennis Walters, Partia Konserwatywna
- 1992–2001: David Faber, Partia Konserwatywna
- od 2001 : Andrew Murrison, Partia Konserwatywna